# 贝亚特丽斯·拉马什
贝亚特丽斯·拉马什（法語：Béatrice Lamarche，1998年10月1日—），加拿大女子速度滑冰运动员，2023年四大洲速度滑冰锦标赛女子团体追逐金牌得主、女子1000米和女子3000米铜牌得主、2025年四大洲速度滑冰锦标赛女子短距离团体追逐金牌得主、2025年世界单程距离速度滑冰锦标赛女子短距离团体追逐银牌得主。